# Formica melanopis
Formica melanopis är en myrart som beskrevs av Gmelin 1790. Formica melanopis ingår i släktet Formica och familjen myror. Inga underarter finns listade i Catalogue of Life.